# Astypalaia: Anatoliko Tmima, Gyro Nisides Kai Ofidoussa Kai Thalassia Zoni (Akr. Lantra - Akr. Vrysi)
Astypalaia: Anatoliko Tmima, Gyro Nisides Kai Ofidoussa Kai Thalassia Zoni (Akr. Lantra - Akr. Vrysi) este o arie protejată (arie specială de conservare — SAC, sit de importanță comunitară — SCI) din Grecia întinsă pe o suprafață de 7.032,04 ha, integral pe uscat.

## Localizare
Centrul sitului Astypalaia: Anatoliko Tmima, Gyro Nisides Kai Ofidoussa Kai Thalassia Zoni (Akr. Lantra - Akr. Vrysi) este situat la coordonatele 36°35′17″N 26°25′52″E / 36.58802°N 26.431041°E.

## Înființare
Situl Astypalaia: Anatoliko Tmima, Gyro Nisides Kai Ofidoussa Kai Thalassia Zoni (Akr. Lantra - Akr. Vrysi) a fost declarat sit de importanță comunitară în august 1996 pentru a proteja 2 specii de animale. Situl a fost protejat și ca arie specială de conservare în martie 2011.

## Biodiversitate
Situată în ecoregiunile marină mediteraneană și mediteraneană, aria protejată conține 15 habitate naturale: Straturi cu Posidonia (Posidonion oceanicae), Golfuri mici largi și golfuri puțin adânci, Recifuri, Faleze cu vegetație de Limonium spp. endemic de pe coastele mediteraneene, Pășuni mediteraneene udate de apa mării (Juncetalia maritimi), Tufărișuri halo-nitrofile (Pegano-Salsoletea), Râuri mediteraneene cu debit intermitent, cu specii de Paspalo-Agrostidion, Matorral arborescenți cu Juniperus spp., Tufărișuri termo-mediteraneene și de pre-deșert, Sarcopoterium spinosum phryganas, Pseudostepă cu ierburi și specii anuale de Thero-Brachypodietea, Grohotișuri est-mediteraneene, Pante stâncoase calcaroase cu vegetație casmofită, Galerii și tufărișuri riverane sudice (Nerio-Tamaricetea și Securinegion tinctoriae), Păduri de Olea și Ceratonia.
La baza desemnării sitului se află mai multe specii protejate:
- mamifere (1): delfin mare (Tursiops truncatus)
- reptile (1): Chelonia mydas

Pe lângă speciile protejate, pe teritoriul sitului au mai fost identificate 17 specii de plante, 1 specie de nevertebrate.